# Vlajka Čeljabinské oblasti

Vlajka Čeljabinské oblasti
Poměr stran: 2:3

Vlajka Čeljabinské oblasti, jedné z oblastí Ruské federace, je tvořena červeným listem o poměru stran 2:3 se žlutým vodorovným pruhem, zabírajícím 1/6 šířky vlajky ve vzdálenosti 1/6 této šířky od spodního okraje. Poměr šířek pruhů je tedy 4:1:1. Uprostřed je bílý velbloud se žlutým nákladem, vysokým 1/2 šířky vlajky.
Červená barva vlajky je barvou života, milosrdenství a lásky. Vyjadřuje práci hutníků, strojařů, slévačů a energetiků, která se pojí s tepelnými reakcemi. Žlutý pruh je interpretován jako pohoří Ural. Velbloud, otužilé a ušlechtilé zvíře, budí úctu a symbolizuje moudrost, dlouhověkost, paměť, věrnost a trpělivost.

## Historie
Čeljabinská oblast vznikla 17. ledna 1934. V sovětské éře oblast neužívala žádnou vlajku. 28. prosince 1995 byla usnesením oblastní dumy č. 330 vytvořena pracovní skupina, která měla (v souladu s čl. 125 základního zákona) připravit návrh zákona „O oficiálních symbolech Čeljabinské oblasti“. 15. ledna 1996 byla usnesením č. 372 vyhlášena soutěž na znak, vlajku a hymnu oblasti. V několika kolech soutěže, která proběhla v letech 1996–2001, však nebyl zvolen vítěz.
20. prosince 2001 se rozhodlo Zákonodárné shromáždění (do roku 1998 duma) usnesením č. 374 svěřit problematiku odborníkům ze Svazu heraldiků Ruska. Autory návrhu vlajky byli:
- Konstantin F. Močjonov (ideový námět)
- Galina A Tunik (symbolika)
- Robert I. Malaničev (výtvarné provedení)
- Sergej Isajev (celkový design)

27. prosince 2001 schválilo Zákonodárné shromáždění usnesením č. 401 zakon č. 65-ZO „O vlajce Čeljabinské oblasti”, který vstoupil v platnost téhož dne, publikováním v místních novinách Južnouralskaja panorama č. 5.
Vlajka je zapsána ve Státním heraldickém registru Ruské federace pod číslem 898.

## Vlajky okruhů a rajónů Čeljabinské oblasti
Čeljabinská oblast se od 1. ledna 2019 člení na 16 městských okruhů a 27 rajónů.
Městské okruhy

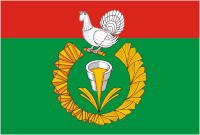
Verchnij Ufalej (I) Poměr stran: 2:3
Zlatoust (II) Poměr stran: 2:3
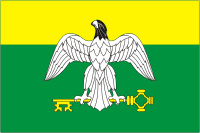
Karabaš (III) Poměr stran: 2:3
Kopějsk (IV) Poměr stran: 2:3
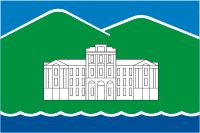
Kyštym (V) Poměr stran: 2:3
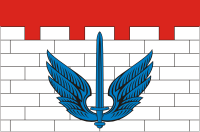
Lokomotivnyj (VI) Poměr stran: 2:3
Magnitogorsk (VII) Poměr stran: 2:3
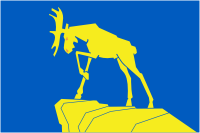
Miass (VIII) Poměr stran: 2:3
Ozjorsk (IX) Poměr stran: 2:3
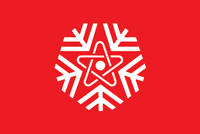
Sněžinsk (X) Poměr stran: 2:3
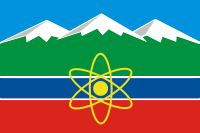
Trjochgornyj (XI) Poměr stran: 2:3
Troick (XII) Poměr stran: 2:3
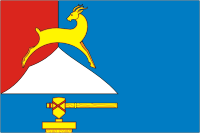
Usť-Katav (XIII) Poměr stran: 2:3
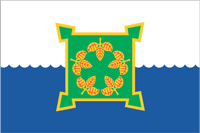
Čebarkul (XIV) Poměr stran: 2:3
Čeljabinsk (XV) Poměr stran: 2:3
Južnouralsk (XVI) Poměr stran: 2:3

Rajóny

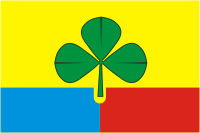
Agapovský rajón (1) Poměr stran: 2:3
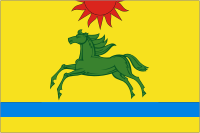
Argajašský rajón (2) Poměr stran: 2:3
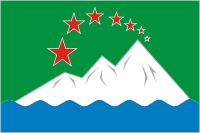
Ašinský rajón (3) Poměr stran: 2:3
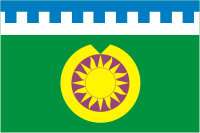
Bredinský rajón (4) Poměr stran: 2:3
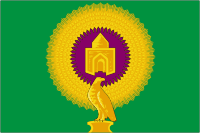
Varněnský rajón (5) Poměr stran: 2:3
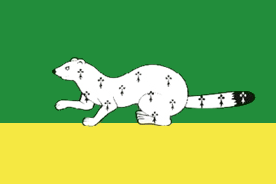
Verchněuralský rajón (6) Poměr stran: 2:3
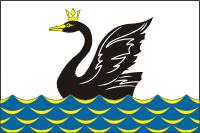
Jemanželinsky rajón (7) Poměr stran: 2:3
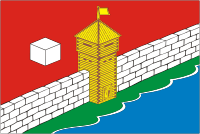
Jetkulský rajón (8) Poměr stran: 2:3
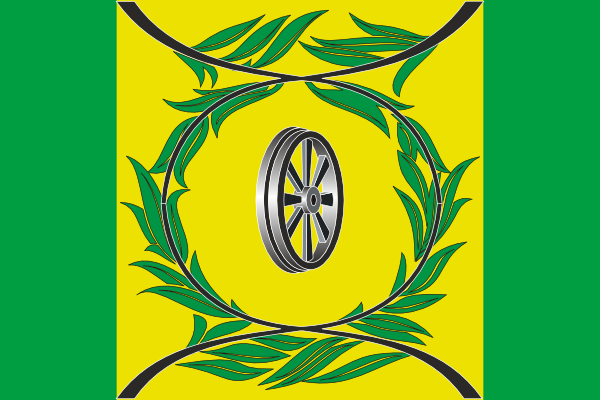
Kartalinský rajón (9) Poměr stran: 2:3
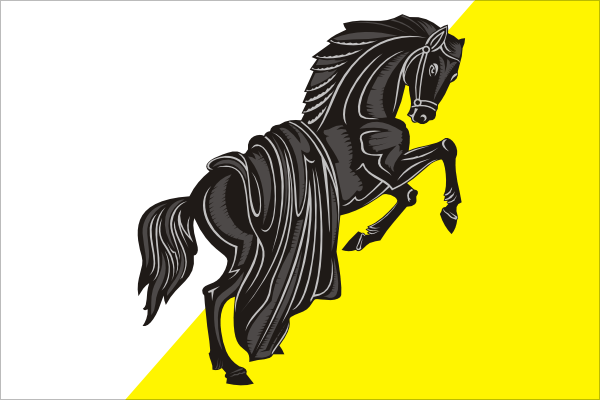
Kaslinský rajón (10) Poměr stran: 2:3
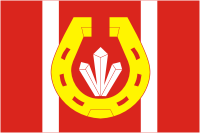
Katav-Ivanovský rajón (11) Poměr stran: 2:3
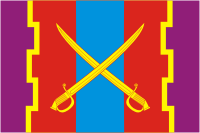
Kizilský rajón (12) Poměr stran: 2:3
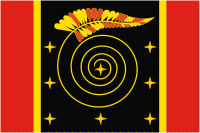
Korkinský rajón (13) Poměr stran: 2:3
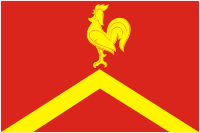
Krasnoarmějský rajón (14) Poměr stran: 2:3
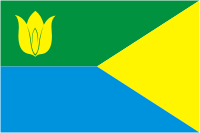
Kunašakský rajón (15) Poměr stran: 2:3
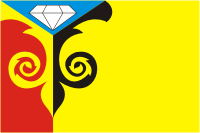
Kusinský rajón (16) Poměr stran: 2:3
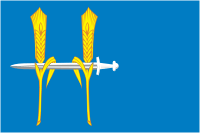
Nagajbakský rajón (17) Poměr stran: 2:3
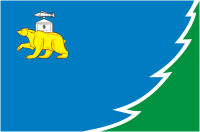
Njazepetrovský rajón (18) Poměr stran: 2:3
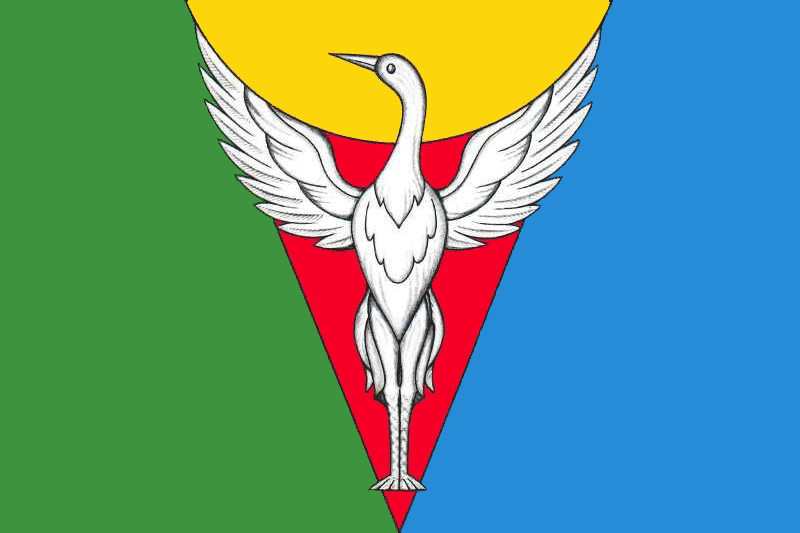
Oktjabrský rajón (19) Poměr stran: 2:3
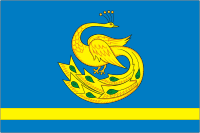
Plastovský rajón (20) Poměr stran: 2:3
Satkinský rajón (21) Poměr stran: 2:3
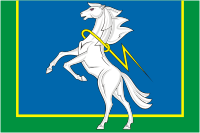
Sosnovský rajón (22) Poměr stran: 2:3
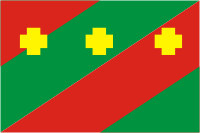
Troický rajón (23) Poměr stran: 2:3
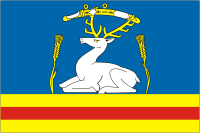
Uvelský rajón (24) Poměr stran: 2:3
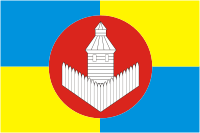
Ujský rajón (25) Poměr stran: 2:3
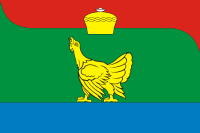
Čebarkulský rajón (26) Poměr stran: 2:3
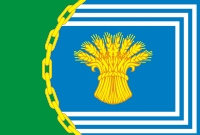
Česmenský rajón (27) Poměr stran: 2:3